# Carl Christian Olsen
Carl Christian Jonas „Puju“ Olsen (* 22. Januar 1943 in Sisimiut) ist ein grönländischer Sprachwissenschaftler, Hochschullehrer und Menschenrechtler.

## Leben
Carl Christian Olsen ist der Sohn des Hafenleiters Justus Kristian Gerth Olsen (1906–?) und seiner Frau Sofie Helga Agnes Olsen (1915–?). Sein Großvater mütterlicherseits Seth Olsen (1882–1921) war Mitglied in Grønlands Landsråd. Von 1972 bis 1992 war er mit der Politikerin Henriette Rasmussen (1950–2017) liiert.
Carl Christian Olsen besuchte die Schule in Sisimiut und ließ sich ab der 7. Klasse im dänischen Høng ausbilden. Nach der Schule besuchte er die Universität Kopenhagen, wo er Eskimologie studierte. Später studierte er zudem an der Universität Alaska, an der Universität Chicago, an der Ohio State University und an der Universität Oslo, bevor er 1975 erneut in Kopenhagen mit einer Arbeit über komplexe Nominalphrasen im Kitaamiusut promovierte. Er war Mitgründer der Universität von Grönland, wo er als Associate Professor für Linguistik und Literatur selbst lehrte. Zudem war er Dozent an der Barrow High School in Utqiaġvik, an Knud Rasmussens Højskole in Sisimiut und am Ilinniarfissuaq in Nuuk.
Er war Leiter der grönländischen Sprachbehörde Oqaasileriffik, des Sprachkomitees, des Ortsnamenskomitees und der Sprachkommission des Inuit Circumpolar Council. Zudem ist er Vorsitzender der grönländischen Abteilung des ICC und ICC-Vizevorsitzender. Er setzt sich aktiv für die Rechte der Inuit ein und setzte beispielsweise die Anerkennung des Grönländischen als Amtssprache Grönlands 2009 durch. Von 2017 bis 2021 war Vorsitzender des grönländischen Menschenrechtsrats. Im Dezember 2022 wurde er zum Kulturbotschafter der Qeqqata Kommunia ernannt.
Carl Christian Olsen kandidierte bei der Kommunalwahl 2017 für einen Sitz im Rat der Qeqqata Kommunia, erreichte für die Inuit Ataqatigiit aber nur den dritten Nachrückerplatz. Bei der Kommunalwahl 2021 erhielt er nur noch 13 Stimmen.
Am 27. Dezember 2007 erhielt er für seine Arbeit den silbernen Nersornaat und 2017 wurde er mit dem Forscherpreis der International Arctic Social Sciences Association geehrt. 2023 wurde er zum Ehrendoktor der Universität von Grönland ernannt.